# قطعنامه ۱۷۳ شورای امنیت
قطعنامه ۱۷۳ شورای امنیت سازمان ملل متحد که در تاریخ ۲۶ ژوئیه ۱۹۶۲ تصویب شد، سندی بین‌المللی دربارهٔ پذیرش اعضای جدید سازمان ملل متحد: برونئی است. این قطعنامه طی نشست ۱۰۱۷ام با ۱۱ موافق، ۰ مخالف و ۰ ممتنع تصویب شد.